# 太田理恵
太田 理恵（おおた りえ、1992年6月22日 - ）は、日本の女優、モデル。東京大学大学院修了。東京都出身。アイリンク株式会社所属。

## 略歴
- 高校時代にはアメリカに１年間交換留学をし、上智大学に進学。
- 2013年11月に行われた上智大学主催ミスソフィアコンテストのファイナリストに選出される。
- その後、約７０００名の応募者の中からミス・ワールド2014日本大会にて審査員特別賞、ミス・ワールド2015日本大会にて実行委員長賞を受賞[1]。（ミス・ワールド公式ホームページ参照）
- 上智大学では英語の教員免許を取得し、2015年3月に卒業。
- その後、本格的に芸能活動を始める。
- 2016年4月には東京大学大学院へ進学。
- 主な出演作品としてはアパホテルの2015年度の真心笑顔親善大使、イメージモデル、SONYの「News Suite」web CMのメインや東京都下水道局のweb ドラマ「トーキョー・マンホール・ストーリー story.2」にて主演の河島ちえり役として温水洋一と共演[2]。（youtubeの映像参照）
- テレビ朝日のQさま!!に東大生軍団として出演経験もあり。
- また、留学経験からの英語力を生かして札幌テレビの「トレンドサプリ」にてゴースト・イン・ザ・シェル主演のスカーレット・ヨハンソンやトランスフォーマー主演のローラ・ハドックらに英語でインタビューも行う。
- その後、40mP（初音ミク）の人気ボカロ曲「トリノコシティ」の実写映画「トリノコシティ」にて岩田ヒカル役に抜擢[3]。（映画『トリノコシティ』 公式サイト参照）

## 人物
- 2014年のミス・ワールド2014日本大会での英語レベルはほぼネイティブレベル(ミスコン報道サイトmissosologyから引用）[4]。
- 趣味はマジックとバイオリン。特技はスポーツと英語、フランス語。
- 中学校、高等学校教諭一種免許状(英語)の他にも実用英語技能検定準1級、TOEIC公開テスト820点、TOFLE ibt 83点、実用英語フランス語技能検定準２級を取得。普通自動車運転免許はMTで取得。

## 受賞歴
2014年、ミス・ワールド2014日本大会に出場し、審査員特別賞を受賞。
翌2015年の同大会でも応募総数6,820名の中から実行委員長賞を受賞。
- アパホテル主催第9回真心笑顔美人No.1決定戦グランプリ
- メディキュットキュットガールコンテスト　審査員特別賞
- 駅イメージモデル選手権～ひばりヶ丘駅編～　グランプリ
- Miss Universe Japan 2015千葉大会　準グランプリ
- J-CREWプロジェクトアイドル航海士オーディション2014　準グランプリ

## 出演

### CM
- あしがら温泉（web CM） - メイン
- 大江戸温泉物語
- ユニ・チャーム　ソフィ
- ユニ・チャーム　就活応援動画
- SONY News Suite ニュースアプリプロモーション映像 - メイン
- サンダーボルトジャパン - メイン
- PS Vita用ゲームソフト『UPPERS』（WEBムービー）
- 伊勢志摩サミット 駅弁フェア - リポーター
- オンリーストーリー（web CM） - メイン

### モデル
- ファッション雑誌SHe
- 東京ボーイズコレクション
- Tochigi Kid's Stage 2016 - ファッションショー審査員
- 大江戸温泉物語 - HPモデル
- サントリー - イメージポスターモデル
- アパホテル2015 - イメージモデル
- ひばりヶ丘駅 - イメージモデル

### ドラマ
- エンジェル・ハート（2015年10月11日 - 12月6日、日本テレビ）
- WEBドラマ「踊る大空港」
- 警視庁ナシゴレン課（2016年10月18日 - 12月20日、テレビ朝日）
- 仮面ライダーゴースト（2016年5月8日、テレビ朝日）
- 世界一難しい恋（2016年4月13日 - 6月15日、日本テレビ）
- 神の舌を持つ男（2016年7月8日 - 9月9日、日本テレビ）
- 東京都下水道局　トーキョー・マンホール・ストーリー story.2（2016年） - 主演：河島ちえり 役
- 母になる（2017年4月12日、日本テレビ）
- ウルトラマンジード（2017年9月23日・10月28日、テレビ東京）

### 映画
- アルファロメオ「I LOVE CINEMA 2016」グランプリ作品「助手席にジュリエッタ」（2016年） - 青田美緒 役
- 映画「ハルチカ」（2017年）
- ナキフェス　短編映画「むつこ」（2017年） - 北沢まどか 役
- 40mP（初音ミク）の人気曲の実写映画「トリノコシティ」（2017年12月公開） - 岩田ヒカル 役
- 一週間フレンズ。（2017年2月公開）
- CUTIE HONEY -TEARS-（2016年10月公開）
- 信長協奏曲（2016年1月公開）

### テレビ
- オンナの噂研究所～アナザースカイ～（Bee TV）
- 世にも奇妙な物語
- ナカイの窓（日本テレビ）
- サカジョ〜12人のストーリー（2015年8月 - 、千葉テレビ） - 1話密着出演
- E-girlsを真面目に考える会議（2015年4月11日 - 6月27日、テレビ東京） - レギュラー出演
- クイズプレゼンバラエティー Qさま!!（2016年5月9日、テレビ朝日）